# Victoire de Rohan

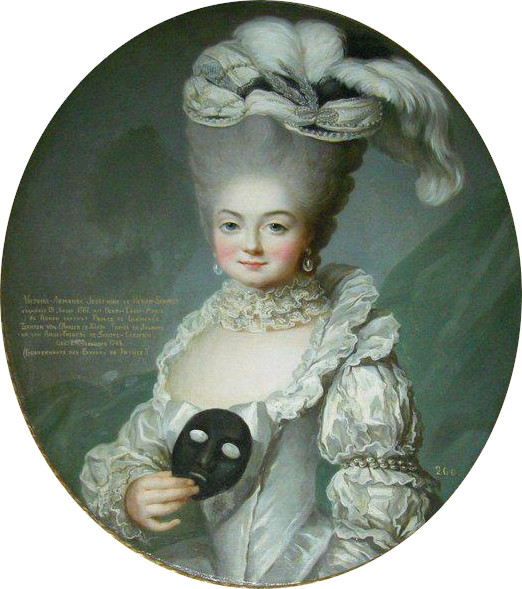
Victoire de Rohan

Victoire Armande Josèphe de Rohan (* 28. Dezember 1743 im Hôtel de Soubise, Paris; † 20. September 1807 in Paris), princesse de Maubuisson, dame de Clisson, bekannt als Madame de Guéméné, war eine französische Adlige und Gouvernante der Kinder König Ludwigs XVI.

## Familie
Victoire Armande Josèphe de Rohan war die zweite Tochter von Charles de Rohan, prince de Soubise und dessen zweiter Ehefrau Anna Theresa von Savoyen. Die Fürsten von Soubise waren eine jüngere Linie der Familie Rohan, die sich auf die bretonischen Könige zurückführte. Deshalb wurden die Mitglieder der Familie bei Hof als princes étrangers behandelt und mit Hoheit angesprochen. Aus der ersten Ehe ihres Vaters hatte Victoire eine Halbschwester, Charlotte de Rohan, die seit 1753 Louis Joseph de Bourbon, prince de Condé verheiratet war. Als Princesse de Condé galt Charlotte als princesse du sang und stand im Rang weit über ihrer jüngeren Halbschwester.

## Leben

### Heirat
Im Alter von 17 Jahren heiratete Victoire ihren Cousin, Henri Louis Marie de Rohan, duc de Montbazon, der zu diesem Zeitpunkt 15 Jahre alt war. Er entstammte dem älteren Zweig der Familie Rohan, den Fürsten von Guéméné. Er war der Neffe des Kardinals Rohan, der in der bekannten Halsbandaffäre seinen Ruf stark beschädigt hatte. Henri Louis wurde später Großkammerherr von Frankreich. Das Paar hatte fünf Kinder.
Nach dem Tod seines Vaters 1788 erbte Henri Louis den Titel des Fürsten von Guéméné, weshalb Victoire in der Folge als Madame de Guéméné bekannt war. Mit ihrer Familie lebte sie großzügig im Hôtel de Rohan-Guéméné an der Place des Vosges in Paris.

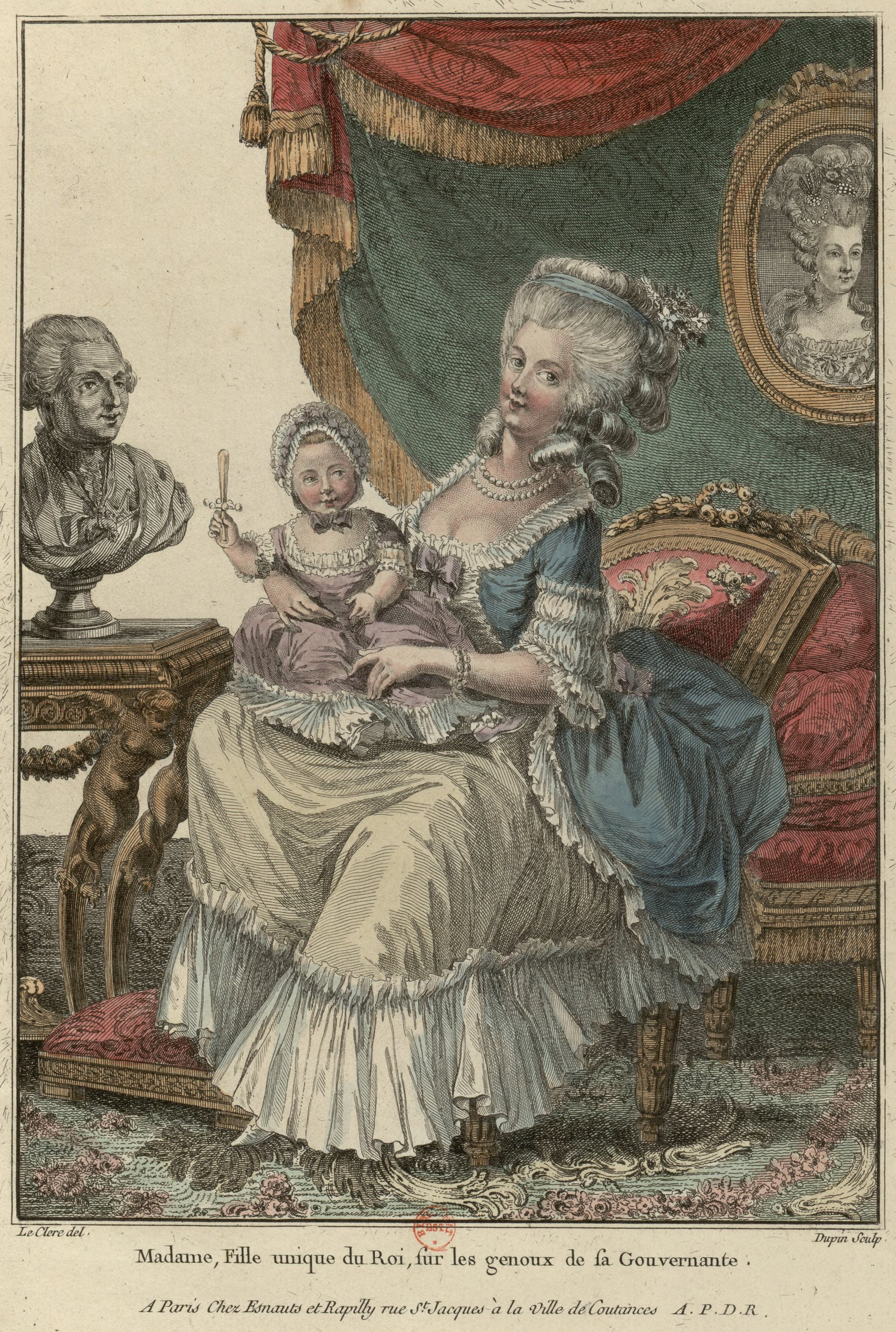
Victoire de Rohan mit Prinzessin Marie Thérèse Charlotte

### Bei Hofe
1775 legte Marie Louise de Lorraine, Comtesse de Marsan, das Amt der Gouvernante der königlichen Kinder zugunsten von Victoire, ihrer Nichte, nieder. Von 1778 bis 1782 leitete Victoire den Haushalt des ältesten Kindes von Ludwig XVI., Marie Thérèse von Frankreich, die am Hof als Madame Royale bekannt war. In dieser Funktion war sie für ein Personal von über hundert Höflingen und Dienern verantwortlich.
Während ihrer Amtszeit als königliche Gouvernante durfte sie den Hof nur mit schriftlicher Erlaubnis des Monarchen verlassen, diese Erlaubnis holte sie nur ein, um an den Festen des Erzbischofs von Narbonne in Hautefontaine teilzunehmen. Sie wurde eine einflussreiche persönliche Freundin von Marie Antoinette und soll einen schlechten Einfluss auf sie ausgeübt haben, vor allem, indem sie sie in verschwenderische und teure Gewohnheiten einführte, wie z. B. die Veranstaltung illegaler Spiele mit hohen Einsätzen, insbesondere Pharo, das sie in ihrem Salon in Versailles einführte, und die neue englische Mode der Pferderennen, Interessen, die die Königin zu riesigen Schulden trieben.
Victoire hatte ein Verhältnis mit Augustin Gabriel de Franquetot de Coigny (1740–1817), der Fürst von Guéméné hatte unterdessen eine Affäre mit Victoires enger Freundin Thérèse-Lucy de Dillon, Comtesse de Dillon. Der Abt von Vermond soll Marie Antoinette deshalb vorgeworfen haben, dass sie sich mit Frauen von schlechtem Ruf wie Dillon und Guéméné abgibt. 1776 tadelte Kaiser Joseph während seines Aufenthalts in Frankreich seine Schwester Marie Antoinette für den Besuch des Salons der Prinzessin, den er als Spielhölle bezeichnete.
Sie wurde als intelligent und am Spiritismus interessiert beschrieben: „obwohl sie mit beträchtlichen intellektuellen Fähigkeiten ausgestattet war, verbrachte sie ihre Zeit damit, den Torheiten des Spiritismus nachzugehen“, und war im Besitz einer großen Sammlung berühmter Juwelen, die sie selten trug, aber regelmäßig an andere verlieh und die daher häufig bei offiziellen Anlässen zu sehen waren.

### Späteres Leben
Im Jahr 1782 war Victoire gezwungen, ihr Amt niederzulegen, da die Schulden ihres Mannes in Höhe von 33 Millionen Livres einen Skandal auslösten, der schließlich 1797 zum Verkauf des Hôtels de Rohan-Guémené führte. Marie Antoinette sicherte Victoire zwar eine Pension für ihre Dienste am Hof, aber das Paar wurde verbannt, und die Freundschaft zwischen der Königin und Victoire wurde beendet.
Nach dem als Skandal empfundenen Bankrott wurde das Paar von der Gesellschaft geächtet, und Victoire zog in einen von ihrem Vater zur Verfügung gestellten Palast; es wurde erachtet, dass sie den Skandal mit Würde ertrug.
Victoire und ihr Gatte erlebten die Französische Revolution von 1789 und flohen später nach Österreich. Sie ließen sich schließlich in Böhmen nieder und lebten auf Schloss Sychrov, wo die Familie Rohan 125 Jahre lang blieb.
Victoire starb im September 1807 in Paris im Alter von 63 Jahren. Ihr Witwer überlebte sie um zwei Jahre.

## Nachkommen
Aus ihrer Ehe mit Henri Louis Marie de Rohan hatte Victoire de Rohan fünf Kinder:
- Charlotte-Victoire-Josèphe-Henriette de Rohan (1761–1771)
- Charles Alain Gabriel de Rohan (1764–1836), Herzog von Montbazon; ⚭ 1781 Louise-Aglaé de Conflans d'Armentières (1763–1819)
- Marie-Louise-Joséphine de Rohan (1765–1839); ⚭ 1780 Charles Louis Gaspard de Rohan-Rochefort (1765–1843)
- Louis Victor Mériadec de Rohan (1766–1846), duc de Bouillon; ⚭ 1802 Bertha de Rohan, ohne Nachkommen;
- Jules-Armand-Louis de Rohan (1768–1836); ⚭ 1800, geschieden 1805, Wilhelmine Biron von Kurland, Duchesse de Sagan, ohne Nachkommen.